# Haukur Halldórsson
Haukur Halldórsson, född 4 juli 1937, död 30 juli 2024, var en isländsk konstnär och medlem i isländska asatrosamfundet (Íslenska Ásatrúarfélagið). Hans första konstverk visades i Reykjavik 1978.